# クラウディオ・テルツィ
クラウディオ・テルツィ（Claudio Terzi, 1984年6月19日 - ）は、イタリア・ミラノ出身の元サッカー選手。現役時代のポジションはディフェンダー。

## 経歴
2002年にモデナFC戦でセリエAデビューを飾る。
2009年8月19日、ダニエレ・ポルタノーヴァとのトレードでACシエーナに移籍した。2010年にはACミランの北米ツアーに帯同している。
2012年8月11日には2011-12シーズンに発生したカルチョ・スキャンダルにより、3年半の出場停止処分を受ける。
2013年7月19日、USチッタ・ディ・パレルモと4年契約を結んだ。
2017-18シーズンのセリエBで発生したスキャンダルにも再び巻き込まれている。
2021年8月25日、シエーナに復帰した。